# Нові Березники
Нові Березники (рос. Ней-Березник, Ново-Березники, Березники) — колишня колонія у Городницькій волості Новоград-Волинського повіту Волинської губернії та Березниківській сільській раді Городницького району Коростенської і Волинської (Житомирської) округ, Київської та Житомирської областей.

## Населення
Станом на 1906 рік нараховувалося 132 двори та 694 мешканці, у 1910 році кількість населення становила 640 мешканців.
Кількість населення, станом на 1923 рік, становила 433 особи, кількість дворів — 80, на 1924 рік — 487 осіб, дворів — 98.

## Історія
Лютеранське поселення, за 35 км північно-західніше м. Новоград-Волинський; належало до лютеранської парафії у Новограді-Волинському.
В 1906 році — колонія в складі Городницької волості (2-го стану) Новоград-Волинського повіту Волинської губернії. Відстань до повітового центру, міста Новоград-Волинський, становила 41 версту, до волосної управи, в містечку Городниця — 15 верст. Найближче поштово-телеграфне відділення розташовувалось в Городниці.
У 1923 році включена до складу новоствореної Березниківської сільської ради, котра, від 7 березня 1923 року, стала частиною новоутвореного Городницького району Житомирської (згодом — Волинська) округи. Розміщувалося за 16 верст від районного центру, міст. Городниця, та пів версти від центру сільської ради, с. Березники.
Знята з обліку населених пунктів до 1 жовтня 1941 року.